# Wills Memorial Building
El Wills Memorial Building està situat a dalt de tot de Park Street, a Queens Road (Bristol, Regne Unit). És un dels edificis més coneguts de la Universitat de Bristol i actualment s'hi troba la Facultat de Dret i el Departament de Ciències de la Terra, i també la Biblioteca de Dret. L'arquitecte comentarista Nikolaus Pevsner ho va descriure així:
"una proesa en el Neogòtic, tan convincent, tan immens, i tan competent que un no pot evitar sentir-ne respecte."

## Història
El Wills Memorial Building va ser encarregat per Sir George Wills i Henry Herbert Wills, els magnats de la companyia de tabac de Bristol W.D. & H.O. Wills, en honor del seu pare, Henry Overton Wills III, benefactor i primer canceller de la Universitat. Sir George Oatley va ser l'arquitecte escollit i se li va encarregar construir un edifici resistent al temps. Va crear un disseny centrat en l'estil gòtic perpendicular per evocar els famosos edificis universitaris d'Oxford i Cambridge.
La construcció va començar el 1915 però va aturar-se el 1916 a causa de la continuació de la Primera Guerra Mundial. L'any 1919 es va seguir amb la seva construcció i, finalment, el Wills Memorial Building va ser obert el 1925 per Jordi V del Regne Unit i Maria de Teck. El cost total va ser de 501.566 lliures. Oatley va rebre l'honor de cavaller en el mateix any pel reconeixement de la seva feina a l'edifici.
El 1940, durant la Segona Guerra Mundial, el gran vestíbul va ser greument afectat per l'explosió d'una bomba alemanya i l'edifici va restaurar-se en els anys 60.

## Característiques
La característica dominant de l'edifici és la Wills Tower. La torre té la façana de formigó armat amb les pedres de Bath i Clipsham, amb escultures designades en col·laboració amb Jean Hahn de King's Heath Guild, Birmingham. Té una alçada de 66 metres i està coronat amb una llanterna octogonal, que allotja el Gran George, la quarta campana més gran d'Anglaterra. Està caracteritzat per moltes gàrgoles, les quals caricaturitzen membres contemporanis del personal de la Universitat. A més del Great Hall hi ha una biblioteca general, una recepció i una cambra de l'ajuntament i 50 habitacions més que inclouen algun espai per a l'ensenyança, com per exemple aules de seminari i sales de conferències.